# Mount Banck
Mount Banck är ett berg i Antarktis. Det ligger i Västantarktis. Argentina, Chile och Storbritannien gör anspråk på området. Toppen på Mount Banck är 675 meter över havet, eller 420 meter över den omgivande terrängen. Bredden vid basen är 2,0 km.
Terrängen runt Mount Banck är varierad. Havet är nära Banck åt nordväst. Trakten är glest befolkad. Närmaste befolkade plats är Gonzalez Videla Station, 14,4 kilometer nordost om Mount Banck. 